# Mon frère Jacques
Pour plus de détails, voir Fiche technique et Distribution.
Mon frère Jacques est un film de Pierre Prévert en 16 mm N&B réalisé à l'origine pour la télévision et produit en 1961 par la Cinémathèque royale de Belgique (initiatrice du projet en la personne de son directeur Jacques Ledoux) et la Radiodiffusion-télévision belge (RTBF).

## Thème du film
Dans une suite d'entretiens filmés en quatre jours dans l'appartement de Jacques Prévert situé cité Véron à Paris, Pierre y raconte son frère. Entourés de quelques-uns de leurs « compagnons de cinéma » ou amis de la première heure, les deux frères parlent de « choses et d'autres...», évoquant les activités diverses de Jacques. Les conversations sont entrecoupées d'extraits des films auxquels ils font allusion.
Ce film en quatre parties (d'environ 75 minutes chacune) a été diffusé en octobre/novembre 1961 par la Radiodiffusion-télévision belge et en avril 1990 par FR3 dans Océaniques, une émission de Pierre-André Boutang rediffusée en novembre 1991.

## Version restaurée de 2004
Quarante-trois ans plus tard, en 2004, le film — renommé Mon frère Jacques par Pierre Prévert — a été restauré et remonté par Catherine Prévert, fille de Pierre Prévert, et les passages ayant subi des altérations irrémédiables ont été supprimés. Plusieurs séquences sont présentées différemment par rapport à la version de 1961 et les droits d'auteur, plus stricts qu'au moment du tournage, ont amené le raccourcissement de certains extraits de films. De plus, l'introduction de la couleur enrichit maintenant certaines images (dessins, collages, maquettes, peintures...) et films (Paris la belle). Un court-métrage de Jacques Prėvert, La Pêche à la baleine, retrouvé sur le tard par son frère, a également été intégré.

## Fiche technique
- Réalisation : Pierre Prévert
- Image : Willy Kurant
- Sociétés de production : Cinémathèque Royale de Belgique et RTBF
- Format : 16 mm
- Genre : documentaire
- Dates de sortie :
  - Belgique : octobre 1961
  - France : avril 1990